# 突擊塔特辛斯卡亞
突擊塔特辛斯卡亞發生在1942年12月底的小土星行動中，它是由瓦西里·米哈伊洛夫·巴達諾夫指揮的蘇軍第24坦克軍對塔特辛斯卡亞的裝甲突擊行動。

## 目的
1942年11月19日蘇聯紅軍實施天王星行動，在史達林格勒包圍德國第6軍團，到12月中德軍反攻部隊執行冬季風暴行動，部隊推進到包圍圈外48公里，而對被圍部隊的空運補給則繼續，因此蘇軍最高統帥部決定進行小土星行動以包圍整個A集團軍，向南縱深突入至亞速海海岸，該行動如果成功，則嚴重威脅頓河集團軍及迫使德軍放棄解救第6軍團，轉而攻擊向西前進的蘇軍，因此解圍部隊中的德軍第6裝甲師轉向西面及清除攻向塔特辛斯卡亚的蘇軍及在機場北面重新建立防禦，因而被迫放棄為第6軍團解圍。

## 戰役

### 蘇聯計劃
第24坦克軍隸屬於蘇軍第3親衛軍團，第3親衛軍團由德米特里·列留申科指揮，配屬在由尼古拉·費多羅維奇·瓦圖京指揮的西南方面軍，第24坦克軍是方面軍的主要突擊力量，因此它不會被派作突破敵人防線的前鋒，而會被作為友軍突破敵人防線後的後續進攻部隊。
蘇軍第3親衛軍團的進攻開始於1942年12月16日，為了突破軸心國軍的戰略防線，列留申科命令他屬下的另外兩支部隊（第17及第25坦克軍）進攻首輪進攻。
第24坦克軍被命令在12月17日上午11時30分投入戰鬥，當時第17及第25坦克軍已進行縱深突破及包圍義大利第8軍團及攻擊卡爾·阿道夫·霍利特指揮的霍利特作戰集團，第25坦克軍向塔特辛斯卡亞以東的Morozovskaya，這兩個突破行動目的是中止德軍進行中的冬季風暴行動。

### 突擊

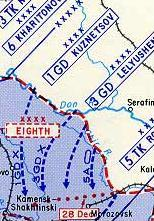
蘇聯詳細軍事行動顯示第24及第25坦克軍的突破行動（3GD箭头=第24坦克軍；沒有標籤的箭头=第25坦克軍）

突擊行動的目標是位於塔特辛斯卡亞的機場，這裡是德國空軍對被包圍在史達林格勒的第6軍團提供空運補給的主要基地，1942年12月24日平安夜，它們從3個方向攻佔機場，機場當時可能沒有收到警號，因此當時空運運作仍然繼續，一名蘇聯紅軍軍官描述當時看到的情況：
我們的坦克突入塔特辛斯卡亞的空軍機場，首先突入的是涅查耶夫上校的坦克營，敵人的火炮與我軍的坦克爆發激烈戰鬥，德軍向我軍坦克投擲手榴彈，但我軍一些坦克突破納粹的防線，當我軍消滅了敵人的巡邏隊後，蘇軍士兵向德軍的領航員開火，這些領航員正指揮德軍飛機升降（來自一名蘇軍士兵的口述）。
第24坦克軍報稱在機場破壞了超過300架飛機，包括72架Ju 52運輸機或幾乎10%的德軍空運力量，機場的防衛很快被突破，當時超過100架運輸機在戰役中逃走，德軍方面損失慘重，由於坦克只有少量炮彈，幾乎所有被破壞的飛機均遭坦克撞毀，亦有一些在火車車卡上的坦克被破壞，它們本來是被運來加強對史達林格勒的空運力量。
當機場被攻佔後，第24坦克軍的後路被切斷，并發現當地沒有物資可供它們使用。

### 德軍反應
當機場及市鎮被攻佔時，巴達諾夫非常清楚自己的部隊已被切斷，德軍第24機械化旅從北面進迫過來，12月26日第24機械化旅已切斷了蘇軍第24坦克軍的後路，德國頓河集團軍司令埃里希·馮·曼施坦因命令第48裝甲軍屬下的第6及第11裝甲師向突入的蘇軍反擊，切斷深入的蘇軍第24坦克軍及第1親衛機械化軍團之間的連繫，在北面，一支混合裝甲部隊封鎖了任何可供其他蘇軍支援第24坦克軍的道路，德軍指揮官更召集第306步兵師投入戰鬥，這些部隊被集中一起消滅突入的蘇軍第24坦克軍。
蘇聯最高統帥部命令方面軍司令立即支援巴達諾夫的部隊，可用的單位是蘇軍第25坦克軍，但在之前的激烈戰鬥後只剩下25輛坦克，及亦在之前戰鬥中損失慘重的第1親衛機械化軍團，它們得到步兵的增援，但不足以突破到塔特辛斯卡亞，令巴達諾夫的部隊需要在12月28日自行突破包圍，在突圍中第24坦克軍損失大量兵員及物資，但亦給予德軍很大殺傷，德軍參與救援史達林格勒的部隊需要被撤回以應付突襲部隊，而德國空軍珍貴的運輸機遭到破壞，很多飛行員及地勤人員死亡，第24坦克軍報稱擊毀了84輛坦克及106門大炮，共有12,000名軸心國士兵陣亡，另有大約5,000人在行動中被俘。

## 分析
雖然幾個坦克軍損失很大，突擊行動仍然獲得巨大成功，亦顯示出蘇聯坦克軍在組織上的缺點，特別是在深入敵後及長時間的獨立行動中，因此導致蘇軍在戰術上的精細變革。
第24坦克軍須從供應基地前進240公里及依賴於奪取敵人物資以維持行動，後續的狙擊師亦缺乏摩托化以跟上第24坦克軍，這令德軍能切斷突擊部隊與供應基地之間的道路，德軍因而可召集大量部隊圍攻突擊部隊。
雖然如此，突擊行動仍然突入德軍摩托化部隊的背後，打亂德軍既定的行動計劃，之前的突擊通常由騎兵或空降部隊配合游擊隊員實施及不能做成像這一次如此重大的破壞。
蘇軍指揮官亦從今次之突擊行動學習了很多東西，他們組成了能給予更多衝力及能長時間深入敵後的坦克軍團，而幾乎損失所有裝備及大部份兵員的第24坦克軍亦給蘇軍知道深入敵後的行動有很大風險。

## 嘉獎
蘇聯最高統帥很快就確認第24坦克軍的突擊達到預期以外的成功，巴達諾夫將軍很快就因為該行動獲頒授蘇沃洛夫勳章及被在之後戰爭中被調派指揮第4親衛坦克軍團，及在1943年7月參與庫圖佐夫行動，由1944年起他被調往紅軍裝甲軍事學院任教及被提升為中將。
突擊行動後，第24坦克軍被改名為第2親衛坦克軍及被冠以「塔特辛斯卡亞」的稱號以表楊它的成功，它在之後的普洛霍羅夫卡戰役中扮演重要角色及後亦參與很多其它重要的軍事行動。
涅查耶夫上校，該坦克軍最後一輛坦克的指揮官，獲得蘇聯英雄稱號。